# 기본행렬
수학에서 기본 행렬(elementary matrix, En)은 nxn 크기의 단위행렬(In)에서 기본행연산(elementary row operation)을 한 번 실행하여 얻어지는 행렬이다. 또한 기본행연산의 존재여부에 따라 단위 행렬과 기본행렬로 구분된다.
예를 들면 일반적인 연립방정식을 Ax = b 라 했을 때 기본행연산을 하여 양변에 곱하면 EA x = Eb가 된다. 여기에서 E를 기본행렬(elementary matrix)이라 하고 이 E가 기본행연산을 여러번 거쳐서 만들어진 정방행렬이자 가역행렬이면, E는 역행렬이 될 수도 있다(x=A-1*b).
기본행렬을 만드는 연산을 기본행연산이라고 한다. 어떤 행렬에 기본행렬을 여러 번 곱하여 단위 행렬로 만들 수 있다면 그 행렬은 가역행렬 또는 역행렬이 존재함을 증명할 수 있고, 기본행연산으로 가역행렬 또는 역행렬을 구할 수 있다. 이후에 전자회로 수치해석에서 어떤 행렬이 역행렬이 존재하고 그 역행렬을 이용하여 전자회로를 디자인하고 해석할 수 있는 것은 아주 중요한 항목이다.

## 방정식의 사용
기본행연산법으로 일차연립방정식의 행렬이 자체가 바뀌는 것은 아니다. 그리고 이 연산법은 가우스 소거법에서 계단형 방정식을 얻기 위해서도 이용된다. 기본행 연산의 영어식 표기인 "elementary row operations"는 약어로 "ERO" 표기하여 사용된다. 이 연산법은 가역행렬을 구하고 이 가역행렬로 다시 단위행렬구하기 위한 방법으로 사용된다.

## 기본행연산
기본행연산법에는 3개의 방법이 있다.
두 행을 교환.(Row switching transformations)두 개의 행의 줄 전체를 아래 위로 교환한다.
{\displaystyle R_{i}\leftrightarrow R_{j}}
한행에 0이 아닌 상수를 곱함(Row-multiplying transformations)행줄 전체에 0이 아닌 상수를 곱하여 행 전체에 n배를 한다.
{\displaystyle kR_{i}\rightarrow R_{i},\ {\mbox{where }}k\neq 0}
한 행의 배수를 다른행에 더함(Row-addition transformations)행줄 전체에 n배를 하고 이것을 다시 다른 행에 추가한다.
{\displaystyle R_{i}+kR_{j}\rightarrow R_{i},{\mbox{where }}i\neq j}

### 행교환법(Row-switching transformations)
이 변형법은 단위행렬 Tij를 행과 행을 교환하거나 열과 열을 교환하는 방법이다. 행렬에서 행과 행을 교환하여나 열과 열을 교환해도 행렬자체의 값에는 변동이 없다.
원래 행렬
{\displaystyle T_{i,j}={\begin{bmatrix}1&&&&&&&\\&\ddots &&&&&&\\&&1&&0&&\\&&&\ddots &&&&\\&&0&&1&&\\&&&&&&\ddots &\\&&&&&&&1\end{bmatrix}}\quad }
변형 후 행렬
{\displaystyle T_{i,j}={\begin{bmatrix}1&&&&&&&\\&\ddots &&&&&&\\&&0&&1&&\\&&&\ddots &&&&\\&&1&&0&&\\&&&&&&\ddots &\\&&&&&&&1\end{bmatrix}}\quad }

#### 성질
- 이 행렬의 역행렬은 자신이다.: Tij−1=Tij.

### 행에 상수를 곱하는 법(Row-multiplying transformations)
이 변형법은, Ti(m), 모든 열에 0이 아닌 상수를 곱하는 것이다.
원래 행렬
{\displaystyle T_{i,j}={\begin{bmatrix}1&&&&&&&\\&\ddots &&&&&&\\&&1&&&&\\&&&\ddots &&&&\\&&&&1&&\\&&&&&&\ddots &\\&&&&&&&1\end{bmatrix}}\quad }
변형 후 행렬
{\displaystyle T_{i}(m)={\begin{bmatrix}1&&&&&&\\&\ddots &&&&&\\&&1&&&&\\&&&m&&&\\&&&&1&&\\&&&&&\ddots &\\&&&&&&1\end{bmatrix}}\quad }

#### 성질
- 이 행렬의 역행렬은 : Ti(m)−1 = Ti(1/m)이다.
- 이 행렬과 이 행렬의 역행렬은 모두 대각행렬이다.

### 행에 상수를 추가 하는 법(Row-addition transformations)
이 변형법은, Tij(m), j에 m을 곱하고 이 행을 다시 i행과 더한다.
원래 행렬
{\displaystyle T_{i,j}={\begin{bmatrix}1&&&&&&&\\&\ddots &&&&&&\\&&1&&&&\\&&&\ddots &&&&\\&&0&&1&&\\&&&&&&\ddots &\\&&&&&&&1\end{bmatrix}}\quad }
변형 후 행렬
{\displaystyle T_{i,j}(m)={\begin{bmatrix}1&&&&&&&\\&\ddots &&&&&&\\&&1&&&&&\\&&&\ddots &&&&\\&&m&&1&&\\&&&&&&\ddots &\\&&&&&&&1\end{bmatrix}}}

#### 성질
- '이 행렬의 역행렬은 'Tij(m)−1 = Tij(−m)이다.
- 이 행렬과 역행렬은 모두 삼각행렬(triangular matrices)이다.

## 같이 보기
- 가우스 소거법
- 선형대수학
- 일차연립방정식
- 행렬
- 치환행렬

## 참조
1. author=Ho Ruehli Brennan |title=The Modified Nodal Approach to Network Analysis |booktitle=Proc. 1974 Int. Symposium on Circuits and Systems, San Francisco |month=April |year=1974 |pages=505–509 |url=http://ieeexplore.ieee.org/xpls/abs_all.jsp?arnumber=1084079
2. author = David C. | date = 2005년 8월 22일 | title = Linear Algebra and Its Applications | publisher = Addison Wesley | edition = 3rd | isbn = 978-0321287137
3. author = Meyer Carl D. | date = 2001년 2월 15일 | title = Matrix Analysis and Applied Linear Algebra | publisher = Society for Industrial and Applied Mathematics (SIAM) | isbn = 978-0898714548 | url = https://web.archive.org/web/20010301161440/http://matrixanalysis.com/DownloadChapters.html
4. author = Poole, David | date = 2006 | title = Linear Algebra: A Modern Introduction | publisher = Brooks/Cole | edition = 2nd | isbn = 0-534-99845-3
5. author = Anton Howard | date = 2005 | title = Elementary Linear Algebra (Applications Version) | publisher = Wiley International | edition = 9th
6. author = Leon Steven J. | date = 2006 | title = Linear Algebra With Applications | publisher = Pearson Prentice Hall | edition = 7th